# Descentralização
A descentralização é o processo pelo qual as atividades de uma organização, particularmente aquelas relativas ao planejamento e à tomada de decisões, são distribuídas e transferida fora de um poder centralizado e autoritário. Possuindo aplicação na Administração de empresas, ciência política, direito, administração pública, economia, dinheiro e tecnologia.

## Visão Geral

### Perspectiva de Sistemas

Comparação gráfica do sistema centralizado e descentralizado

Aqueles que estudam os processos e objetivos da implementação da descentralização frequentemente utilizam uma abordagem da teoria de sistemas, que de acordo com o relatório do Programa das Nações Unidas para o Desenvolvimento aplica-se a trivialidade da descentralização "toda uma perspectiva completa de sistemas, incluindo níveis, segmentos, setores e funções, e observando o nível comunitário como o ponto de entrada no qual as definições holísticas dos objetivos de desenvolvimento são das próprias pessoas e onde é mais prático realiza-las. Isso envolve ver estruturas multinível e contínuas, processos sinérgicos de interação e repetição de ciclos como críticos para alcançar a integridade em um sistema descentralizado e para sustentar seu desenvolvimento."

### Objetivos
A descentralização em qualquer área é uma resposta aos problemas dos sistemas centralizados. A descentralização no governo, o tema mais estudado, tem sido vista como uma solução para problemas como o declínio econômico, a incapacidade do governo de financiar serviços e seu declínio geral no desempenho dos serviços sobrecarregados, as demandas das minorias por uma maior participação na governança local, o enfraquecimento da legitimidade do setor público e pressão global e internacional sobre países com sistemas ineficientes, antidemocráticos e excessivamente centralizados.
As quatro metas ou objetivos a seguir são frequentemente declarados em várias análises de descentralização.

#### Participação
Na descentralização, o princípio da subsidiariedade é frequentemente invocado. Sustenta que a menor autoridade ou menos centralizada que seja capaz de resolver um problema de forma eficaz deve fazê-lo. De acordo com uma definição: "A descentralização, ou governança descentralizada, refere-se à reestruturação ou reorganização da autoridade para que haja um sistema de corresponsabilidade entre as instituições de governança nos níveis central, regional e local de acordo com o princípio da subsidiariedade, aumentando a qualidade geral e a eficácia do sistema de governança, ao mesmo tempo em que aumenta a autoridade e as capacidades dos níveis subnacionais”.
A descentralização está frequentemente ligada a conceitos de participação na tomada de decisões, democracia, equidade e liberdade que possa vir de uma autoridade superior. A descentralização aumenta a voz democrática. Os teóricos acreditam que as autoridades representativas locais com poderes discricionários reais são a base da descentralização que pode levar à eficiência, equidade e desenvolvimento local." A Universidade  Columbia identificou uma das três principais tendências para a descentralização: "Aumenta o envolvimento das jurisdições locais e da sociedade civil na gestão de seus assuntos, com novas formas de participação, consulta e parcerias”.
A descentralização tem sido descrita como um "contraponto à globalização [a qual] remove as decisões do cenário local e nacional para a esfera global de interesses multinacionais ou não nacionais. A descentralização traz a tomada de decisões aos níveis subnacionais". As estratégias de descentralização devem levar em conta as inter-relações dos níveis global, regional, nacional, subnacional e local.

#### Diversidade
Norman L. Johnson escreve que a diversidade desempenha um papel importante em sistemas descentralizados como ecossistemas, grupos sociais, grandes organizações, sistemas políticos. "Diversidade é definida como propriedades únicas de entidades, agentes ou indivíduos que não são compartilhados pelo grupo maior, população, estrutura. Descentralizado é definido como uma propriedade de um sistema onde os agentes têm alguma capacidade de operar "localmente". Tanto a descentralização quanto a diversidade são atributos necessários para alcançar as propriedades auto-organizadas de interesse."
Os defensores da descentralização política sustentam que uma maior participação de diversos interesses mais bem informados na sociedade levará a decisões mais relevantes do que aquelas tomadas apenas por autoridades em nível nacional. A descentralização tem sido descrita como uma resposta às demandas por diversidade.

#### Eficiência
Nos negócios, a descentralização leva a uma filosofia de gestão por resultados que se concentra em objetivos definidos a serem alcançados pelos resultados da unidade. A descentralização dos programas governamentais aumenta a eficiência – e a eficácia – devido à redução do congestionamento nas comunicações, reação mais rápida a problemas imprevistos, melhor capacidade de prestação de serviços, melhor informação sobre as condições locais e mais apoio dos beneficiários dos programas.
As empresas podem preferir a descentralização porque garante eficiência, garantindo que os gerentes mais próximos da informação local tomem decisões, e a mesma de forma mais oportuna, como também libera a responsabilidade da alta administração para estratégias de longo prazo, em vez das decisões do dia-a-dia; E os benefícios do treinamento pratico aos gerentes, preparando-os à subir na hierarquia de gerenciamento; e a motivação dos gestores por terem a liberdade de exercer sua própria iniciativa e criatividade; com as atribuições de encorajar os gerentes e funcionários a provar sua lucratividade, ao invés de acabar mascarando o insucesso pela lucratividade geral da empresa.
Os mesmos princípios podem ser aplicados ao governo. A descentralização promete aumentar a eficiência por meio de competições intergovernamentais com características de mercado e disciplina fiscal que atribui autoridade fiscal à dividas ao nível mais baixo possível de governo. Do qual funciona melhor onde os membros do governo subnacional têm fortes tradições de democracia, responsabilidade e profissionalismo.

#### Resolução de conflitos
A descentralização econômica e/ou política pode ajudar a prevenir ou reduzir conflitos porque reduz as inequidades reais ou percebidas entre várias regiões ou entre uma região e o governo central. Dawn Brancati considera que a descentralização política reduz conflitos interestaduais a menos que os políticos criem partidos políticos que mobilizem minorias e até grupos extremistas para exigir mais recursos e poder dentro dos governos nacionais. No entanto, a probabilidade de isso ser feito depende de fatores em como as transições democráticas acontecem e características como a proporção de assentos legislativos de um partido regional, o número de legislaturas regionais de um país, procedimentos eleitorais e a ordem em que ocorrem as eleições nacionais e regionais. Brancati sustenta que a descentralização pode promover a paz se incentivar os partidos estaduais a incorporar demandas regionais e limitar o poder dos partidos regionais.

### Determinante
A literatura acadêmica frequentemente menciona os seguintes fatores como determinantes da descentralização:
- "O número de grandes grupos étnicos"
- "O grau de concentração territorial desses grupos"
- "A existência de redes e comunidades étnicas do outro lado da fronteira do Estado".
- "A dependência do país dos recursos naturais e o grau de concentração desses recursos no território da região"
- "A renda per capita do país em relação à de outras regiões do mesmo"
- "A presença de movimentos de autodeterminação"

## Descentralização do governo
Os historiadores descreveram a história dos governos e impérios em termos de centralização e descentralização. Em História das Nações, Henry Cabot Lodge escreveu que o rei persa Dario I (550-486 aC) era um mestre da organização e "pela primeira vez na história a centralização se torna um fato político". Ele também observou que isso contrastava com a descentralização da Grécia Antiga. Desde a década de 1980, vários estudiosos escreveram sobre ciclos de centralização e descentralização. O sociólogo Stephen K. Sanderson escreveu que nos últimos 4.000 anos as chefias e os estados atuais passaram por sequências de centralização e descentralização do poder econômico, político e social. Yildiz Atasoy escreve que este processo vem acontecendo "desde a Idade da Pedra" através não apenas cacicados e estados, mas impérios e os atuais "estados centrais hegemônicos". Christopher K. Chase-Dunn e Thomas D. Hall revisam outros trabalhos que detalham esses ciclos, incluindo trabalhos que analisam o conceito de elites centrais que competem com a acumulação estatal de riqueza e como sua "competição interior de classe dominante explica a ascensão e queda dos estados" e suas fases de centralização e descentralização.
O aumento dos gastos governamentais, o baixo desempenho econômico e o surgimento de ideias influenciadas pelo livre mercado convenceram os governos a descentralizar suas operações, induzir a concorrência em seus serviços, contratar empresas privadas que operam no mercado e privatizar algumas funções e serviços inteiramente.
A descentralização do governo tem aspectos políticos e administrativos. Sua descentralização pode ser territorial, transferindo o poder de uma cidade central para outras localidades, e pode ser funcional, transferindo a tomada de decisão da administração central de qualquer ramo do governo para funcionários de nível de posição menos elevada, ou alienando a função inteiramente por meio da privatização. Tem sido chamada de "nova gestão pública" que tem sido descrita como descentralização, gestão por objetivos, terceirização, competição dentro do governo e orientação ao cliente.

### Administrativo
Foram descritas quatro formas principais de descentralização administrativa.
- Desconcentração, a forma mais fraca de descentralização, transfere a responsabilidade pela tomada de decisões, finanças e implementação de certas funções públicas  dos funcionários dos governos centrais para os dos distritos existentes ou, se necessário, novos sob controle direto do governo central.[30]
- A delegação transfere a responsabilidade pela tomada de decisões, finanças e implementação. Envolve a criação de empresas ou corporações público-privadas, ou de "autoridades", projetos especiais ou distritos de serviços. Todos eles terão grande poder de decisão e poderão ser isentos das exigências do serviço público e poderão cobrar dos usuários pelos serviços.
- A devolução transfere a responsabilidade pela tomada de decisões, finanças e implementação de certas funções públicas para o nível subnacional, como um governo regional, local ou estadual, mas continuam sob competência do governo central.
- Privatização, pode significar apenas a contratação de serviços a empresas privadas, ou pode significar renunciar totalmente a toda responsabilidade pela tomada de decisões, finanças e implementação de certas funções públicas. Com as instalações  vendidas, trabalhadores transferidos ou demitidos e empresas privadas ou organizações sem fins lucrativos autorizadas a prestarem os serviços.[31] Muitas dessas funções eram originalmente desempenhadas por indivíduos, empresas ou associações privadas e, posteriormente, assumidas pelo governo, seja diretamente, seja por meio da regulação de entidades empresariais que competiam com programas governamentais recém-criados.[32]

### Fiscal
A descentralização fiscal significa descentralizar a arrecadação de receitas e/ou gastos de dinheiro para um nível inferior de governo, mantendo a responsabilidade financeira. Embora esse processo geralmente seja chamado de federalismo fiscal, pode ser relevante para governos unitários, federais ou confederados. O federalismo fiscal também diz respeito aos "desequilíbrios verticais", nas situações onde o governo central dá muito ou pouco dinheiro aos níveis mais baixos. Deve ser vinculado a outros tipos de responsabilidades a fim de evitar uma forma de aumento do controle do governo central.
A descentralização fiscal pode ser alcançada por meio de taxas de usuário, participação do usuário por meio de contribuições monetárias ou trabalhistas, expansão da propriedade local ou impostos sobre vendas, transferências intergovernamentais de dinheiro de impostos do governo central para governos locais por meio de pagamentos de transferência ou doações e autorização de empréstimos municipais com empréstimos do governo nacional garantias. As transferências de dinheiro podem ser dadas condicionalmente com instruções ou incondicionalmente sem elas.

## Descentralização econômica

### Estrutura organizacional de uma empresa
Na economia gerencial, o problema do principal-agente é um desafio enfrentado por todas as empresas. Em resposta a esses conflitos de incentivo e informação, uma empresa pode descentralizar sua estrutura organizacional delegando autoridade em toda a organização. A delegação de autoridade vem com um trade-off básico: embora possa aumentar a eficiência e o fluxo de informações, a autoridade central consequentemente sofre uma perda de controle. No entanto, através da criação de um ambiente de confiança e alocação formal de autoridade na empresa, juntamente com um estado de direito mais forte na localização geográfica da empresa, as consequências negativas do trade-off podem ser minimizadas.
Ao ter uma estrutura organizacional descentralizada, uma empresa pode permanecer ágil a choques externos e tendências concorrentes. A tomada de decisões em uma organização centralizada pode enfrentar ineficiências no fluxo de informações e barreiras a uma comunicação eficaz, o que diminui a velocidade e a precisão nas quais as decisões são tomadas. Diz-se que uma empresa descentralizada possui maior flexibilidade, dada a eficiência com que se pode analisar as informações e implementar resultados considerado relevantes. Além disso, ter o poder de decisão espalhado por diferentes áreas permite que o conhecimento local informe as decisões, aumentando sua relevância e eficácia de implementação.

### Livre Mercado
Ideias de livre mercado populares no século 19, como as de Adam Smith, voltaram ao destaque nas décadas de 1970 e 1980. O economista da Escola Austríaca Friedrich von Hayek argumentou que os próprios mercados livres são sistemas descentralizados onde os resultados são produzidos sem acordo explícito ou coordenação por indivíduos que usam os preços como guia. A professora de Economia Eleanor Doyle escreve que "a tomada de decisão econômica em mercados livres é descentralizada entre todos os indivíduos dispersos em cada mercado e é sincronizada ou coordenada pelo sistema de preços", e sustenta que um direito individual à propriedade faz parte desse sistema descentralizado. Criticando o controle do governo central, Hayek escreveu em A caminho da servidão:
Não haveria dificuldade no controle ou planejamento eficiente se as condições fossem tão simples que uma única pessoa ou conselho pudesse efetivamente examinar todos os fatos relevantes. É somente quando os fatores que devem ser levados em conta se tornam tão numerosos que é impossível obter uma visão sinótica deles que a descentralização se torna imperativa.
De acordo com Bruce M. Owen, isso não significa que todas as empresas devam ser igualmente descentralizadas. Ele escreve: "os mercados alocam recursos por meio de transações de curta distância entre atores descentralizados. Na maioria das vezes, os mercados funcionam de forma muito eficiente, mas há uma variedade de condições sob as quais as empresas se saem melhor. Assim, bens e serviços são produzidos e vendidos por empresas com vários graus de integração horizontal e vertical." Além disso, ele escreve que "o incentivo econômico para expandir horizontalmente ou verticalmente é geralmente, mas nem sempre, compatível com o interesse social em maximizar o bem-estar do consumidor no longo prazo".
Muitas vezes se é afirmado que os mercados livres e a propriedade privada geram monopólios centralizados e outros males; os defensores do livre mercado contrapõem o argumento expondo que o governo é a fonte da monopolização. O historiador Gabriel Kolko em seu livro The Triumph of Conservatism argumentou que na primeira década do século 20 as empresas eram altamente descentralizadas e competitivas, com novos negócios entrando constantemente nas indústrias existentes. Para ele, não havia tendência à concentração e à monopolização. Embora houvesse uma onda de fusões de empresas tentando dominar os mercados, eles descobriram que havia muita concorrência para fazê-lo. De acordo com Kolko, isso também era verdade no setor bancário e financeiro, que via a descentralização como levando à instabilidade à medida que os bancos estaduais e locais competiam com as grandes empresas da cidade de Nova York. Ele argumenta que, como resultado, as maiores empresas se voltaram para o poder do Estado trabalhando com os líderes do poder, como os presidentes dos Estados Unidos Theodore Roosevelt, William H. Taft e Woodrow Wilson para aprovar como "reformas progressivas" leis centralizadoras como o Federal Reserve Act de 1913 que deu o controle do sistema monetário aos banqueiros mais ricos; a formação de "serviços públicos" monopolistas que tornaram ilegal a concorrência com esses monopólios; inspeção dos frigoríficos tendenciosamente apenas contra os pequenos comerciantes; estendendo a Interstate Commerce Commission para regular as companhias telefônicas e manter as taxas altas para beneficiar a AT&T; e usando a Lei Antitruste Sherman contra empresas que podiam se combinar a fim de ameaçar empresas maiores ou monopolistas. D. T. Armentano, escrevendo para o Cato Institute, argumenta que quando o licenciamento governamental, franquias e outras restrições legais criam monopólio e protegem as empresas da concorrência aberta, a desregulamentação é a solução.
"The Death and Life of American Cities", o influente livro de 1961 da autora e ativista Jane Jacobs, criticou projetos de redesenvolvimento em larga escala que faziam parte da descentralização planejada pelo governo da população e das empresas a fim de atraí-los para os subúrbios. Ela acreditava que isso destruiu as economias das cidades e empobreceu os moradores remanescentes. Seu livro de 1980 The Question of Separatism: Quebec and the Struggle over Sovereignty (A questão do separatismo: Quebec e a luta pela soberania) apoiou a secessão de Quebec do Canadá. Seu livro Cities and the Wealth of Nations, de 1984, propôs uma solução para os problemas enfrentados por cidades cujas economias estavam sendo arruinadas por governos nacionais centralizados: a descentralização através da "multiplicação de soberanias", significando uma aceitação do direito das cidades de se separarem do Estado por conta da limitação da capacidade de produzir riqueza.

## Descentralização tecnológica

### Tecnologia da Informação
A tecnologia da informação engloba computadores e redes de computadores, bem como tecnologias de distribuição de informações, como televisão e telefones. Todo o setor de informática de hardware, software, eletrônicos, internet, equipamentos de telecomunicações, comércio eletrônico e serviços de informática estão incluídos.
Executivos e gerentes enfrentam a questão entre centralizar ou descentralizar a tecnologia da informação para suas organizações. Para empresas que têm unidades de negócios diferentes e operam em um ambiente em que o tempo de lançamento no mercado é o componente mais crítico da entrega de sistemas de TI, a descentralização é preferida. A descentralização funciona bem quando as unidades de negócios têm um alto nível de independência, clientes e produtos complexos.
A tecnologia da informação aplicada às comunicações do governo com os cidadãos, muitas vezes chamada de e-Government, deve apoiar a descentralização das comunicações do governo, permitindo que os cidadãos possam acessar a informação e os serviços do governo de qualquer lugar, a qualquer hora, ponto importante da democratização. Várias formas de descentralização foram instituídas na maioria das nações do mundo.
A internet é um exemplo de uma rede extremamente descentralizada, sem nenhum dono (embora alguns tenham argumentado que nos últimos anos este não tenha sido o caso). "Ninguém está no comando da internet, e todo mundo está." Desde que sigam um certo número mínimo de regras, qualquer um pode ser um prestador de serviço ou um usuário. Os conselhos voluntários estabelecem protocolos, mas não podem impedir ninguém de desenvolver novos.  Exemplos de descentralização e movimentos de código aberto são os Wikis, que permitem aos usuários adicionar, modificar ou excluir conteúdo pela Internet. A Wikipedia foi descrita como descentralizada. Os smartphones aumentaram muito o papel dos serviços de redes sociais descentralizados na vida cotidiana em todo o mundo.
A descentralização continua em todo o setor, por exemplo, à medida que a arquitetura descentralizada de roteadores sem fio instalados em residências e escritórios complementa e até substitui as torres de celular de longo alcance relativamente centralizadas das companhias telefônicas.
Inspirado por teóricos de sistemas e da cibernética como Norbert Wiener, Marshall McLuhan e Buckminster Fuller, Stewart Brand iniciou na década de 1960 o Whole Earth Catalog e, posteriormente, esforços de redes de computadores para reunir tecnólogos e empreendedores de computadores do Vale do Silício com ideias contraculturais, das quais possui a crença na tecnologia como um meio de melhorar a sociedade, o foco na inovação e na criatividade e o espírito de colaboração. Isso resultou em ideias como computação pessoal, comunidades virtuais e a visão de uma "fronteira eletrônica" que seria uma sociedade libertária mais descentralizada, igualitária e de livre mercado. Ideias relacionadas vindas do Vale do Silício incluíam o software livre e os movimentos de Creative Commons que produziram visões de uma "Economia da informação em rede".
Como as interações humanas no ciberespaço transcendem a geografia física, há uma necessidade de novas teorias em sistemas jurídicos e outros sistemas de criação de regras para lidar com processos descentralizados de tomada de decisão em tais sistemas. Por exemplo, quais regras devem ser aplicadas à conduta na rede digital global e quem deve defini-las? As leis de quais países regem questões de privacidade, direitos autorais e outros temas relevantes para o ciberespaço? Como essas leis podem ser aplicadas a atividades que ocorrem em vários países?

## Direito Constitucional Brasileiro
Visualizado o conceito de descentralização da prestação dos serviços públicos, há que destacar os modelos de descentralização adotados pela doutrina. Não há, pelos doutrinadores, uniformidade na classificação das subespécies de descentralização. Entretanto, é mais didática a apresentação feita pela professora Maria Sylvia Zanella di Pietro, em seu livro Direito Administrativo, São Paulo, Ed. Atlas, 1997, 8° ed. Pg. 296 e ss. Em seu curso, a professora Maria Sylvia divide a descentralização inicialmente em política e administrativa.

### Descentralização política
A descentralização política ocorre quando o ente descentralizado exerce atribuições próprias que não decorrem do ente central. A descentralização política decorre diretamente da constituição (o fundamento de validade é o texto constitucional) e independe da manifestação do ente central (União).

### Descentralização administrativa
Ocorre quando o ente descentralizado exerce atribuições que decorrem do ente central, que empresta sua competência administrativa constitucional a um dos entes da federação, tais como os Estados-Membros, os municípios e o distrito federal, para a consecução dos serviços públicos.
Assim, entende-se que, na descentralização administrativa, os entes descentralizados têm capacidade para gerir os seus próprios negócios, mas com subordinação a leis postas pelo ente central.
A descentralização administrativa se apresenta de três formas. Pode serː territorial ou geográfica; por serviços, funcional ou técnica; e por colaboração.

### Descentralização territorial ou geográfica
É a que se verifica quando uma entidade local, geograficamente delimitada, é dotada de personalidade jurídica própria, de direito público, com capacidade jurídica própria e com a capacidade legislativa (quando existente) subordinada a normas emanadas do poder central.
No Brasil, podem ser incluídos, nessa modalidade de descentralização, os Territórios federais do Brasil, embora estes, na atualidade, não existam mais.

### Descentralização por serviços
A descentralização por serviços, funcional ou técnica é a que se verifica quando o poder público (União, Estados, Distrito Federal ou Município), por meio de uma lei, cria uma pessoa jurídica de direito público (autarquia) e, a ela, atribui a titularidade (não a plena, mas a decorrente de lei) e a execução de serviço público descentralizado. Na descentralização por serviços, o ente descentralizado passa a deter a "titularidade" e a execução do serviço nos termos da lei, não devendo e não podendo sofrer interferências indevidas por parte do ente que lhe deu vida. Deve, pois, desempenhar o seu mister da melhor forma e de acordo com a estrita demarcação legal.

### Descentralização por colaboração
A descentralização por colaboração é a que se verifica quando por meio de contrato (concessão de serviço público) ou de ato administrativo unilateral (permissão de serviço público), se transfere a execução de determinado serviço público a pessoa jurídica de direito privado, previamente existente, conservando o poder público, in totum, a titularidade do serviço, o que permite, ao ente público, dispor do serviço de acordo com o interesse público.
Doutrina minoritária permite, ignorando o DL 200/67, a transferência da titularidade legal e da execução de serviço público a pessoa jurídica de direito privado. Essa classificação permitiria, no Brasil, a transferência da titularidade legal e da execução dos serviços às sociedades de economia mista e às empresas públicas.
Feitas as distinções concernentes ao tema, vale recordar que a descentralização não se confunde com a desconcentração.

### Execução direta
O Estado, por seus diversos órgãos e nos diversos níveis da federação, estará prestando serviço por "execução direta" quando, dentro de sua estrutura administrativa - ministérios, secretarias, departamentos, delegacias -, for o titular do serviço e o seu executor. Assim, o ente federativo, será tanto o titular do serviço, quando o prestador do mesmo. Esses órgãos formam o que a doutrina chama de "administração centralizada", porque é o próprio Estado que, nesses casos, centraliza a actividade.
O professor Carvalho dos Santos conclui:

O Decreto-lei n° 200/67, que implantou a reforma administrativa federal, denominou esse grupamento de órgãos de administração direta (art. 4°, I), isso porque o Estado, na função de administrar, assumirá diretamente seus encargos.

### Execução indireta
Por outro lado, identifica-se a "execução indireta" quando os serviços são prestados por pessoas diversas das entidades formadoras da federação.
Ainda que prestados por terceiros, o Estado não poderá nunca abdicar do controle sobre os serviços públicosː afinal, quem teve o poder jurídico de transferir atividades deve suportar, de algum modo, as consequências do fato.
Essa execução indireta, quando os serviços públicos são prestados por terceiros sob o controle e a fiscalização do ente titular, é conhecido na doutrina como "descentralização".
Leciona, o professor Celso Antônio Bandeira de Mello, que:

Diz-se que a atividade é descentralizada quando é exercida, por pessoas distintas do Estado. (...) Na descentralização, o Estado atua indiretamente, pois o faz através de outras pessoas, seres juridicamente distintos dele, ainda quando sejam criaturas suas e por isso mesmo se constituam, (...) em parcelas personalizadas da totalidade do aparelho administrativo estatal.